# Perenniporia podocarpi
Perenniporia podocarpi là một loài nấm. Chúng xuất hiện rộng rãi nhưng không phổ biến ở New Zealand.